# جسنریان
جـِسنِریان (به انگلیسی: Gesneriaceae) تیره‌ای از نعناسانان است با حدود ۱۴۰ سرده و ۲۰۰۰ گونه که گل‌های آن‌ها دوجنسی با تقارن دوطرفه‌است که با جامی دولبه مشخص می‌شود؛ جام آن‌ها دارای پنج گلبرگ پیوسته و کاسه پنج‌قسمتی و دو تا پنج پرچم است؛ بساک پرچم‌ها یا دوبه‌دو یا همگی به یکدیگر اتصال ضعیفی دارند؛ تخمدان گیاهان این سرده فوقانی یا نیمه‌تحتانی و تک‌حجره‌ای با تمکن جداری است.